# William Cranch Bond
William Cranch Bond, född den 9 september 1789 i Falmouth, Maine, död den 29 januari 1859 i Cambridge, Massachusetts, var en amerikansk astronom. Han var far till astronomen George Phillips Bond.
Bond sändes 1815 till Europa för att efter mönstret av större observatorier där göra planen till ett observatorium i USA. År 1838 fick han i uppdrag att som astronom och meteorolog åtfölja en vetenskaplig sjöexpedition, och 1839 ledde han uppförandet av Harvard Colleges observatorium, vars direktör han blev. År 1848 upptäckte han Saturnus åttonde måne. 
Asteroiden 767 Bondia är uppkallad efter honom och sonen.